# Herrschaft Arnsdorf
Die Herrschaft Arnsdorf war eine  zum Amt Leisnig gehörige Grundherrschaft des Kurfürstentums Sachsen. Sie gehörte als Exklave im Erzgebirgischen Kreis wie das Amt Leisnig zum Leipziger Kreis.

## Geographische Ausdehnung
Das Gebiet der Herrschaft Arnsdorf bestand aus drei voneinander getrennten Gebieten, welche sich südlich des  Amtes Leisnig befanden. Der Sitz der Herrschaft befand sich in der Gemarkung Arnsdorf. Die Exklave Ottendorf lag östlich der Stadt Hainichen, die zunächst auch zur Herrschaft Arnsdorf gehörte. Weiterhin gehörten die Dörfer Falkenau, Gersdorf und Irbersdorf als Exklaven zur Herrschaft Arnsdorf.

## Geschichte
Die fünf Orte der Herrschaft Arnsdorf gehörten ursprünglich zum kursächsischen Amt Döbeln.  Nach der Säkularisation des Altzellaer Klosterbesitzes im Jahr 1540 lagen die Dörfer der Herrschaft Arnsdorf als Exklaven im neu gegründeten Amt Nossen. Nachdem das Amt Döbeln im Jahr 1588 mit dem Amt Leisnig vereinigt wurde, unterstand die Herrschaft der Verwaltung des Döbelner Bezirks des Amts Leisnig. 1836 wurde die Herrschaft Arnsdorf durch Umbezirkung in das Amt Nossen integriert.
Die Herrschaft Arnsdorf war im Besitz der Familien von Honsberg, von Maltitz, von Zaßnitz, von Carlowitz, von Tümpling und von Beschwitz. Letztere traten 1850 die ihnen zustehende Patrimonialgerichtsbarkeit an den sächsischen Staat ab. Die Gerichtsbarkeit übernahm nun das neu gegründete Gerichtsamt im Amt Nossen.

## Zugehörige Orte
- Arnsdorf mit dem Rittergut Arnsdorf
- Falkenau
- Gersdorf
- Irbersdorf
- Ottendorf